# 비잔티움의 디오게네스
디오게네스(고대 그리스어: Διογένης, ? - 129년)는 약 15년 동안 비잔티움의 주교였다.
디오게네스는 세데키온 주교를 계승하였고, 그는 트라야누스와 하드리아누스의 통치 기간 동안 직무를 수행했다. 디오게네스에 대해 알려진 바는 거의 없다.